# Битва під Бремюлем
Би́тва під Бремю́лем (фр. Bataille de Brémule) — сутичка між військами англійського короля Генріха I та армією французького короля Людовіка VI, що відбулась 20 серпня 1119 року в долині Сени на схід від Руана, у місцевості, що називалась у ті часи Бремюль (фр. Brémule; територія сучасної комуни Гаярбуа-Крессанвіль, департамент Ер). Битва завершилась поразкою короля Франції, в результаті чого Генріху I вдалось придушити повстання нормандських баронів 1118—1119 років та посилити свою владу над Нормандією.

## Передумови
Коли 1118 року в Нормандії спалахнуло повстання частини баронів на чолі з Аморі де Монфором проти влади англійського короля Генріха I, заколотників підтримали граф Анжуйський Фульк V і Людовік VI, король Франції, невдоволені посиленням англійського впливу на континенті. Вони визнали права Вільгельма Клітона на корону Нормандського герцогства. Хоча первинно воєнні дії розвивались несприятливо для Генріха I, йому вдалось укласти перемир'я з Анжу, погодившись на шлюб свого сина і спадкоємця Вільгельма Аделіна з дочкою Фулька V. Весілля відбулось у червні 1119 року у Лізьє. Головним супротивником короля Англії лишався Людовік VI. В серпні 1119 року війська французького короля вторглись до нормандського Вексена й рушили у напрямку на Руан.

## Хід битви
Війська Людовіка VI і Генріха I зустрілись поблизу замку Нуайон-сюр-Андель у місцевості Бремюль. Сили противників були відносно невеликими і складались, переважно, з лицарської кавалерії. Ордерік Віталій оцінював численність англійського загону в 500 лицарів. У складі англійської армії, окрім самого короля Генріха I, перебували його незаконнонароджені діти Роберт, майбутній граф Глостер, і Річард, а також Вільгельм де Варенн, Вальтер Жиффар і Генріх, граф д'Е. На боці французького короля бились близько 400 лицарів, в тому числі Вільгельм Клітон, Матьє I, граф де Бомон, Вільгельм де Гарланд й низка інших крупних баронів Іль-де-Франсу та Нормандії.
Атаку почав невеликий загін французької кінноти, який був відбитий англійцями й утік. Переважаючі сили Генріха I негайно перейшли в наступ та невдовзі захопили у полон багатьох французьких лицарів, змушених спішитись через загибель коней від англійських стріл. В паніці Людовік VI залишив поле бою, за ним поспішила основна маса французьких військ. Битва тривала недовго й була практично безкровною. За свідченням Ордеріка Віталія, у битві під Бремюлем було вбито лише три лицарі.

## Значення
В результаті поразки французьких військ у битві під Бремюлем Людовік VI був змушений відмовитись від підтримки нормандських заколотників, яких невдовзі було розгромлено Генріхом I. Король Франції невдовзі визнав права Генріха I на Нормандію. Це дозволило значно посилити англійські позиції на континенті. Однак смерть у 1120 році єдиного сина Генріха I відкрила питання про спадкування англонормандської монархії і знову загострила нормандську проблему.